# Kirchenkreis Hersfeld-Rotenburg
Der Kirchenkreis Hersfeld-Rotenburg ist ein Kirchenkreis der Evangelischen Kirche von Kurhessen-Waldeck (EKKW) im Sprengel Hanau-Hersfeld. Er entstand zum 1. Januar 2020 durch die Fusion der Kirchenkreise Hersfeld und Rotenburg.
In den 73 Gemeinden des Kirchenkreises lebten 74.875 evangelische Christinnen und Christen. Im Kirchenkreis bestanden 15 Kindertagesstätten in kirchlicher Trägerschaft. Leiter des Kirchenkreises sind Dekanin Gisela Strohriegl (für das Dekanat Rotenburg) und Dr. Frank Hofmann (für das Dekanat Bad Hersfeld). Sitz des Kirchenkreisamtes ist Bad Hersfeld.

## Gemeinden
Der Kirchenkreis erstreckt sich in etwa über den Landkreises Hersfeld-Rotenburg.

## Lage
Er grenzt an die kurhessischen Kirchenkreise Werra-Meißner im Norden, Schwalm-Eder im Westen und Fulda im Süden sowie an die Evangelische Kirche in Mitteldeutschland im Osten.